# Ariel Winter
Ariel Winter Workman (Fairfax, Virginia, 28 de enero de 1998), es una actriz, actriz de voz, y cantante estadounidense. Es más conocida por su papel como Alex Dunphy en la serie de televisión Modern Family, por el cual ganó el Premio del Sindicato de Actores al mejor reparto de televisión en una comedia, junto con el resto de sus compañeros de elenco.

## Vida personal
Ariel Winter es hermana de la actriz Shanelle Gray y del actor Jimmy Workman. El 3 de octubre de 2012, Winter se fue a vivir con su hermana mayor después de denunciar a su madre por abusar física y emocionalmente de ella. Su madre niega las acusaciones. Shanelle Workman solicitó entonces la tutela permanente y el control financiero de Winter.
En junio de 2015, a los 17 años, Ariel Winter acudió a que le realizaran cirugía para la reducción del busto.

## Filmografía

### Cine
| Año  | Título                                           | Papel                        | Notas                                                                                                   |
| ---- | ------------------------------------------------ | ---------------------------- | --- |
| 2005 | Kiss Kiss Bang Bang                              | Harmony Faith Lane           | |
| 2006 | Bambi II                                         | Hermanas Thumpher (voz)      | |
| 2006 | Curious George                                   | Niña (voz)                   | |
| 2006 | Ice Age: The Meltdown                            | Voces adicionales            | |
| 2006 | Over the Hedge                                   | Voces adicionales            | |
| 2006 | Grilled                                          | Dolly                        | |
| 2008 | One Missed Call                                  | Ellie Layton                 | |
| 2008 | Dr. Seuss' Horton Hears a Who!                   | Voces adicionales            | |
| 2008 | Speed Racer                                      | Pequeña Trixie               | |
| 2009 | Tales from the Catholic Church of Elvis!         | Niña pequeña                 | |
| 2009 | Final Fantasy VII: Advent Children               | Marlene Wallace (voz)        | |
| 2009 | Life Is Hot in Cracktown                         | Susie                        | |
| 2009 | Opposite Day                                     | Carla Benson                 | |
| 2009 | Cloudy with a Chance of Meatballs                | Voces adicionales            | |
| 2009 | Duress                                           | Sarah Barnett                | |
| 2010 | DC Showcase: Green Arrow                         | Princesa Perdita             | |
| 2010 | Nic & Tristan Go Mega Dega                       | Lisa                         | |
| 2010 | WWE Tribute to the Troops                        | Ella misma                   | Especial de televisión, cantante de The Star-Spangled Banner (la actuación no se emitió por televisión) |
| 2011 | The Chaperone                                    | Sally Bradstone              | |
| 2011 | Phineas y Ferb: A través de la segunda dimensión | Gretchen / Voces adicionales | Video, animación                                                                                        |
| 2012 | Excision                                         | Grace                        | |
| 2012 | Mil palabras                                     | Lila (hija de Samantha)      | |
| 2012 | ParaNorman                                       | Blithe Hollow Kid (voz)      | |
| 2012 | Tad: The Lost Explorer                           | Sara Lavrof (voz)            | Doblaje en inglés                                                                                       |
| 2012 | The Dark Knight Returns - Part 1                 | Carrie Kelley / Robin (voz)  | Video                                                                                                   |
| 2013 | The Dark Knight Returns - Part 2                 | Carrie Kelley / Robin (voz)  | Video                                                                                                   |
| 2013 | Scooby-Doo! Estrella del circo                   | Chrissy Damon                | Video                                                                                                   |
| 2013 | Sofia the First: Once Upon a Princess            | Sofia (voz)                  | Animación                                                                                               |
| 2014 | Las aventuras de Peabody y Sherman               | Penny Peterson (voz)         | |
| 2015 | Safelight                                        | Kate                         | |
| 2017 | Smurfs: The Lost Village                         | Pitufilirio (voz)            | |
| 2017 | The Last Movie Star                              | Lil McDougal                 | |
| 2018 | El Grinch                                        | Cindy Lou Quien (voz)        | |
| 2022 | Bully                                            | Cole                         | Cortometraje                                                                                            |
| 2023 | Tripped Up                                       | Kai                          | |

### Televisión
| Año       | Título                           | Papel                    | Notas                                                                                            |
| --------- | -------------------------------- | ------------------------ | ------------------------------------------------------------------------------------------------ |
| 2005      | Listen Up!                       | Niña pequeña             | Episodio: «Last Vegas»                                                                           |
| 2005      | Tickle U                         | Pipoca                   | Episodio: «Segments»                                                                             |
| 2005      | Freddie                          | Hobo                     | Episodio: «Halloween» (sin acreditar)                                                            |
| 2006      | Monk                             | Donna Cain               | Episodio: «Mr. Monk and the Astronaut»                                                           |
| 2006      | So NoTORIous                     | Pequeña Tori             | Episodios: «Charitable», «Accommodating», «Cursed», «Plucky (Pilot)» y «Whole»                   |
| 2006      | Jericho                          | Julie                    | Episodio piloto                                                                                  |
| 2006      | Bones                            | Liza                     | Episodio: «The Girl with the Curl»                                                               |
| 2006      | Nip/Tuck                         | Niño #3                  | Episodio: «Reefer»                                                                               |
| 2007      | All of Us                        | Desconocida              | Episodio: «Artificial Intelligence»                                                              |
| 2007      | Crossing Jordan                  | Gwen                     | Episodio: "Destiny"                                                                              |
| 2007      | Shorty McShorts' Shorts          | Taffy                    | Episodio: «Flip-Flopped»                                                                         |
| 2007      | Criminal Minds                   | Katie Jacobs             | Episodio: «Seven Seconds»                                                                        |
| 2007-2010 | Phineas and Ferb                 | Gretchen                 | Recurrente. 29 episodios (voz)                                                                   |
| 2008      | Ghost Whisperer                  | Natalie                  | Episodio: «Imaginary Friends and Enemies»                                                        |
| 2009      | Afro Samurai: Resurrection       | Pequeña Sio              | Voz                                                                                              |
| 2009      | ER                               | Lucy Moore               | Episodios: «I Feel Good«, «Old Times», «T-Minus-6», «The Beginning of the End», «The Family Man» |
| 2009      | Los pingüinos de Madagascar      | Niña pequeña             | Spin-off de la película                                                                          |
| 2009–2019 | Modern Family                    | Alex Dunphy              | Reparto principal                                                                                |
| 2011      | Jake and the Never Land Pirates  | Marina la Sirena         | Voz                                                                                              |
| 2011      | Fred 2: Night of the Living Fred | Talia                    | Telefilme                                                                                        |
| 2011      | R.L. Stine's The Haunting Hour   | Jenny                    | Episodio: «Fear Never Knocks»                                                                    |
| 2012      | R.L. Stine's The Haunting Hour   | Gracie                   | Episodio: «Headshot»                                                                             |
| 2012      | Young Justice                    | Queen Perdita (voz)      | Episodio: «Coldhearted»                                                                          |
| 2013-2018 | Sofia the First                  | Sofia (voz)              | Protagonista                                                                                     |
| 2016      | La ley de Milo Murphy            | Jackie (voz)             | Episodio: «The Wilder West»                                                                      |
| 2019      | Law & Order: SVU                 | Raegan James             | Episodio: «The Darkest Journey Home»                                                             |
| 2019      | Robot Chicken                    | Voz de varios personajes | Episodio: «Ginger Hill in: Bursting Pipes»                                                       |
| 2020      | Elena de Ávalor                  | Sofia (voz)              | 2 episodios                                                                                      |
| 2023      | Star Trek: Lower Decks           | D'Erika Tendi (voz)      | 2 episodios                                                                                      |
| 2023      | Firebuds                         | Calamity Train (voz)     | Episodio: «Annie Spokely/Ingrid On Ice»                                                          |

### Videojuegos
| Año  | Título                           | Rol                    |
| ---- | -------------------------------- | ---------------------- |
| 2010 | Kingdom Hearts Birth by Sleep    | Joven Kairi (voz)      |
| 2012 | Final Fantasy XIII-2             | Mog (voz)              |
| 2020 | Kingdom Hearts: Melody of Memory | Joven Kairi (voz)      |
| 2022 | The Quarry                       | Abigail (voz y modelo) |

## Premios y nominaciones
| Premios del Sindicato de Actores | Premios del Sindicato de Actores | Premios del Sindicato de Actores | Premios del Sindicato de Actores |
| Año                              | Categoría                        | Trabajo nominado                 | Resultado                        |
| -------------------------------- | -------------------------------- | -------------------------------- | -------------------------------- |
| 2010                             | Mejor reparto - Serie de Comedia | Modern Family                    | Nominada                         |
| 2011                             | Mejor reparto - Serie de Comedia | Modern Family                    | Ganadora                         |
| 2012                             | Mejor reparto - Serie de Comedia | Modern Family                    | Ganadora                         |
| 2013                             | Mejor reparto - Serie de Comedia | Modern Family                    | Ganadora                         |
| 2014                             | Mejor reparto - Serie de Comedia | Modern Family                    | Ganadora                         |
| 2015                             | Mejor reparto - Serie de Comedia | Modern Family                    | Nominada                         |
| 2016                             | Mejor reparto - Serie de Comedia | Modern Family                    | Nominada                         |